# Rani Mukerji
Rani Mukerji (født 21. marts 1978) er en indisk Bollywood-skuespiller. Hun anses som værende en af Indiens bedste og mest populære skuespillere.[kilde mangler]

## Filmografi
| År   | Film                            | Rolle                               | Andre noter                                                                                          |
| ---- | ------------------------------- | ----------------------------------- | --- |
| 1996 | Biyer Phool                     | Mili                                | Cameo Tollywood-film                                                                                 |
| 1997 | Raja Ki Aayegi Baraat           | Mala                                | |
| 1998 | Ghulam                          | Alisha                              | |
| 1998 | Kuch Kuch Hota Hai              | Tina Malhotra                       | Filmfare Award for bedste kvindelige birolle                                                         |
| 1998 | Mehndi                          | Pooja                               | |
| 1999 | Mann                            |                                     | Special appearance i sangen Kaali Naagin Ke                                                          |
| 1999 | Hello Brother                   | Rani                                | |
| 2000 | Badal                           | Rani                                | |
| 2000 | Hey Ram                         | Aparna Ram                          | Kollywood-film Samtidig lavet på Hindi som Hey Ram                                                   |
| 2000 | Hadh Kar Di Aapne               | Anjali Khanna                       | |
| 2000 | Bichhoo                         | Kiran Bali                          | |
| 2000 | Har Dil Jo Pyar Karega          | Pooja Oberoi                        | Nomineret—Filmfare Award for bedste kvindelige birolle                                               |
| 2000 | Kahin Pyaar Na Ho Jaaye         | Priya Sharma                        | |
| 2001 | Chori Chori Chupke Chupke       | Priya Malhotra                      | |
| 2001 | Bas Itna Sa Khwaab Hai          | Pooja Shrivastav                    | |
| 2001 | Nayak: The Real Hero            | Manjari                             | |
| 2001 | Kabhi Khushi Kabhie Gham...     | Naina Kapoor                        | Cameo                                                                                                |
| 2002 | Pyaar Diwana Hota Hai           | Payal Khuranna                      | |
| 2002 | Mujhse Dosti Karoge!            | Pooja Sahani                        | |
| 2002 | Saathiya                        | Dr. Suhani Sharma/Sehgal            | Filmfare Critics Award for bedste optræden Nomineret—Filmfare Award for bedste kvindelige hovedrolle |
| 2002 | Chalo Ishq Ladaaye              | Sapna                               | |
| 2003 | Chalte Chalte                   | Priya Chopra                        | Nomineret—Filmfare Award for bedste kvindelige hovedrolle                                            |
| 2003 | Chori Chori                     | Khushi Malhotra                     | |
| 2003 | Calcutta Mail                   | Reema/Bulbul                        | |
| 2003 | Kal Ho Naa Ho                   |                                     | Special appearance i sangen Mahi Ve                                                                  |
| 2003 | LOC Kargil                      | Hema                                | |
| 2004 | Yuva                            | Sashi Biswas                        | Filmfare Award for bedste kvindelige birolle                                                         |
| 2004 | Hum Tum                         | Rhea Prakash                        | Filmfare Award for bedste kvindelige hovedrolle                                                      |
| 2004 | Veer-Zaara                      | Saamiya Siddiqui                    | Nominated—Filmfare Award for bedste kvindelige birolle                                               |
| 2005 | Black                           | Michelle McNally                    | Filmfare Award for bedste kvindelige hovedrolle Filmfare Critics Award for bedste optræden           |
| 2005 | Bunty Aur Babli                 | Vimmi Saluja (Babli)                | Nominated—Filmfare Award for bedste kvindelige hovedrolle                                            |
| 2005 | Paheli                          | Lachchi Bhanwarlal                  | |
| 2005 | Mangal Pandey: The Rising       | Heera                               | |
| 2006 | Kabhi Alvida Naa Kehna          | Maya Talwar                         | Nomineret—Filmfare Award for bedste kvindelige hovedrolle                                            |
| 2006 | Baabul                          | Malvika "Milli" Talwar/Kapoor       | |
| 2007 | Ta Ra Rum Pum                   | Radhika Shekar Rai Banerjee (Shona) | |
| 2007 | Laaga Chunari Mein Daag         | Vibhavari Sahay (Badki)/ Natasha    | Nomineret—Filmfare Award for bedste kvindelige hovedrolle                                            |
| 2007 | Saawariya                       | Gulabji                             | Nomineret—Filmfare Award for bedste kvindelige birolle                                               |
| 2007 | Om Shanti Om                    | Herself                             | Special appearance i sangen Deewangi Deewangi                                                        |
| 2008 | Thoda Pyaar Thoda Magic         | Geeta                               | |
| 2008 | Rab Ne Bana Di Jodi             |                                     | Special appearance i sangen Phir Milenge Chalte Chalte                                               |
| 2009 | Luck by Chance                  | Hende selv                          | Special appearance                                                                                   |
| 2009 | Dil Bole Hadippa!               | Veera Kaur/Veer Pratap Singh        | |
| 2011 | No One Killed Jessica           | Meera Gaity                         | |
| 2012 | Talaash: The Answer Lies Within | Roshni Shekhawat                    | |
| 2012 | Aiyyaa                          | Meenakshi Deshpande                 | |
| 2013 | Bombay Talkies                  | Gayatari                            | |
| 2014 | Mardaani                        | Shivani Shivaji Roy                 | |